# Храмова черепаха
Храмова або жовтоголова храмова черепаха (Heosemys annandalii) — велика черепаха, поширена в Південно-східній Азії (Таїланд, Лаос, Камбоджа, В'єтнам тощо). Її назва походить від факту, що ця черепаха часто знаходиться біля буддистських храмів в межах свого ареалу. Інша назва «черепаха Аннандела» (на честь шотландського зоолога Нельсона Аннандела).

## Опис
Загальна довжина карапаксу досягає 50,6—61 см, живої ваги 8,2 кг. Спостерігається статевий диморфізм: самиці більші за самців. Голова середнього розміру. Морда подовжена. Очі великі. На верхній щелепі присутній своєрідний дзьоб. Карапакс куполоподібній, трохи опуклий, дещо подовжений. Має слабкорозвинений кіль. Пластрон має форму рівнобедренної трапеції. У самців він має поглиблення. Плавательні перетинки на кінцівках добре розвинені. Хвіст довгий та товстий.
Голова чорного кольору з жовтими смугами з боків. Карапакс чорного або темно—коричневого кольору. Пластрон коричневий з блідо—жовтими «швами» поміж щитками. Кінцівки чорного забарвлення з тонкими жовтуватими смужками.

## Спосіб життя
Полюбляє річки з нешвидкою течією, болота, ставки. Харчується переважно рослинною іжею, зокрема водоростями Elodea, але може полювати за дощовими хробаками, кониками. 
Самиця відкладає до 4 яєць. Інкубаційний період триває до 120 днів.
Тривалість життя близько 35 років.